# Mahiyanganaya
Mahiyanganaya é uma cidade do Sri Lanka, situada perto do rio Mahaweli, no distrito de Badulla, província de Uva.

## Economia
A principal atividade econômica é a agricultura, destacando-se o cultivo do arroz.